# Molisekroater
Molisekroater (kroatiska: Moliški Hrvati) är de personer som tillhör den kroatiska minoriteten i Molise i Italien. Molisekroaterna bor huvudsakligen i städerna Acquaviva Collecroce (kroatiska: Kruč), San Felice del Molise (kroatiska: Štifilić) och Montemitro (kroatiska: Mundimitar) i vilka de utgör en majoritet av befolkningen. Idag finns det cirka 1 700 personer kvar i Molise som talar en ålderdomlig variant av kroatiska, så kallad molisekroatiska, som är baserad på den čakaviska dialekten med ikaviskt uttal.

## Historia
Dagens molisekroater är ättlingar till de kroater som under 1500-talet flydde undan Osmanska rikets expansion i sydöstra Europa. Deras exakta ursprung är okänt men oftast anges de vara från området mellan floderna Cetina och Neretva i Dalmatien i södra Kroatien.
|  | Kroatienportalen |